# Милица Бајић Ђуров
Милица Бајић Ђуров (Београд, 1975) српски је сценограф.

## Биографија
Рођена је 1975. године у Београду. Дипломирала је 1999. године на Факултету примењених уметности – одсек сценографија, где 2003. године и магистрирала. Титулу доктора наука, у области теорије уметности имедија, стиче 2010. године на Универзитету уметности у Београду.
Аутор је око шездесет сценографија и костимографија за позориште и друге медије. Имала шест самосталних изложби, а учествовала и на великом броју групних изложби у земљи и иностранству (Прашко квадријенале, Праг 1999 и 2003, Шести бијенале сцнеског дизајна, Музеј примењене уметности у Београду, Београд 2004, World Stage Design, Торонто 2005, World Stage Design, Сеул 2009 и друге). Била је члан жирија за изборе уметничких изложбених радова/доделе уметничких награда. Њена уметничка дела, слике, налазе се у легату ЕПС-а у Трстенику. Члан УЛУПУДС-а Секције за сценографију и костимографију од 2001. године (председница секције 2012-2015, председница Уметничког савета од 2015-2017). Од 2011—2013. године била је члан комисије за теорију и историју СЦЕН-а (Центара за сценски дизајн, архитектуру и технологију) националног огранака ОИСТАТ-а у Србији.
Запослена је на Академији уметности у Београду од 2001. године у звању доцента, а 2011. године стиче звање ванредног професора. Као гостујући професор водила је наставу из предмета Сценографија и костимографија и на Факултету драмских уметности у Београду, Академији умјетности у Бањој Луци (Република Српска), а предмета Сценографија на Факултету драмских уметности у Цетињу (Црна Гора).

## Награде
- 2016. Годишња награда за сценографију „Марија Кулунџић“ Малог позоришта Душко Радовић
- 2015. Годишња награда УЛУПУДС-а Секције за сценографију и костимографију за 2012. Захвалница истакнутом завичајном уметнику – Легата Народне библиотеке „Јефимија“ у Трстенику
- 2011. Годишња награда УЛУПУДС-а за сценографију - стваралачке резултате у 2010. години
- 2007. Награда "Крстомир Миловановић" 16. фестивала "Дани Зорана Радмиловића" за визуелни идентитет представе "Господја министарка", у извођењу Народног позоришта Републике Српске из Бањалуке.
- 2006. Плакета 38. Мајске изложбе за сценографију представе Емигранти, Народног позоришта из Ниша
- 2004. Награда за сценографију предстве „X+Y=0“ Борислава Пекића – позоришног фестивала „Борини позоришни дани“, Врање.[1]